# Un mondo sotto social
Un mondo sotto social è un film del 2022 diretto da Claudio Casisa e Annandrea Vitrano. È il secondo film de I Soldi Spicci.

## Trama
In Sicilia, nel remoto paesino di Roccapinola, Claudio gestisce una piccola agenzia per influencer. Alla sua scuderia si aggiunge  la figlia del meccanico del paese, Annandrea, carina ma molto maschiaccio, che sogna un futuro da meccanico nell'officina del padre. Anna non ha nessuna intenzione di lasciare l'officina, e anche Claudio è scettico, ma un giorno un'azienda cosmetica, incuriosita dal sorriso (un broncio migliorato dal filtro) della ragazza decide di puntare su Annandrea come testimonial della prossima campagna. Dopo un'iniziale difficoltà, la sua immagine – quella della ragazza forte e senza filtri – sfonda, facendola diventare famosa. Le cose si complicano quando Claudio viene fatto fuori dall'azienda di profumi che intende gestire direttamente Anna e quando la famosa influencer Nadia corrompe Claudio, furioso, e lo convince a rendere pubblico un video di Anna che confessa in lacrime di voler essere come tutte le altre ragazze. Ma, a sorpresa, Anna riesce a rovesciare la situazione e a lanciare l'hashtag #sfondiamotutto che le fa mantenere la sua popolarità. Quando la società si impossessa dell'immagine di Anna senza il suo consenso, la ragazza con l'aiuto di Claudio riuscirà a convincere i suoi followers che è meglio essere sé stessi senza farsi influenzare da nessuno.

## Distribuzione
Il film è stato distribuito nelle sale cinematografiche italiane dal 15 settembre 2022.